# Cyril (DJ)
Cyril Riley (* in New South Wales) ist ein australischer DJ und TikTok-Creator, der vor allem unter seinem Vornamen bekannt ist.

## Leben
Cyril wurde in New South Wales geboren und ist dort auch aufgewachsen. Als Teenager lernte er verschiedene Instrumente wie Gitarre, Klavier und Schlagzeug. Etwas später lernte er die Clubszene kennen und entdeckte ein Faible für elektronische Musik. Er begann 2021 vereinzelt Remixe bekannter Songs auf diverse Plattformen hochzuladen. Unter anderem remixte er Escape (The Piña Colada Song) von Rupert Holmes und Let Me Love You von Mario als House-Tracks.
2023 erstellte er einen Remix des Songs Stumblin’ In, der im Original von Chris Norman und Suzi Quatro stammt. Das Lied ging auf TikTok viral. Unter anderem verwendeten die Spieler des FC Bayern München den Song in einem TikTok-Video. Im Anschluss erreichte der Song auch die Charts in Deutschland, Österreich, der Schweiz und im Vereinigten Königreich. Kurz darauf erschien ein Remix des Simon & Garfunkel-Klassikers The Sound of Silence in der Version von Disturbed, der ebenfalls in die Charts kam.

## Privatleben
Cyril lebt mit seiner Freundin und seinem Sohn in Darwin.

## Diskografie
- 2021: Boss
- 2021: Porn
- 2021: Lucid Dreams
- 2023: Care 4 Me?
- 2023: Strong
- 2023: Stumblin’ In
- 2024: The Sound of Silence (Cyril Remix) (mit Disturbed)
- 2024: Fall at Your Feet (feat. Dean Lewis; #15 der deutschen Single-Trend-Charts am 26. Juli 2024[5])
- 2024: Still Into You (feat. Maryjo, AU: Platin)

## Auszeichnungen für Musikverkäufe
| Goldene Schallplatte - Dänemark - 2025: für die Single Stumblin’ In - Italien - 2024: für die Single Stumblin’ In - Neuseeland - 2024: für die Single The Sound of Silence (Cyril Remix) - Polen - 2025: für die Single Still Into You Platin-Schallplatte - Belgien - 2024: für die Single The Sound of Silence (Cyril Remix) - Kanada - 2024: für die Single The Sound of Silence (Cyril Remix) - 2024: für die Single Stumblin’ In - Portugal - 2024: für die Single The Sound of Silence (Cyril Remix) - 2024: für die Single Stumblin’ In - Spanien - 2025: für die Single The Sound of Silence (Cyril Remix) - 2025: für die Single Stumblin’ In | 2× Platin-Schallplatte - Australien - 2025: für die Single The Sound of Silence (Cyril Remix) - Belgien - 2024: für die Single Stumblin’ In 3× Platin-Schallplatte - Neuseeland - 2025: für die Single Stumblin’ In Diamantene Schallplatte - Frankreich - 2024: für die Single Stumblin’ In - Polen - 2024: für die Single Stumblin’ In |

Anmerkung: Auszeichnungen in Ländern aus den Charttabellen bzw. Chartboxen sind in ebendiesen zu finden.
| Land/RegionAuszeichnungen für Musikverkäufe (Land/Region, Auszeichnungen, Verkäufe, Quellen) | Silber  | Gold     | Platin       | Diamant     | Verkäufe | Quellen             |
| -------------------------------------------------------------------------------------------- | ------- | -------- | ------------ | ----------- | -------- | ------------------- |
| Australien (ARIA)                                                                            | —       | —        | 7× Platin7   | —           | 490.000  | aria.com.au         |
| Belgien (BRMA)                                                                               | —       | —        | 3× Platin3   | —           | 120.000  | ultratop.be         |
| Dänemark (IFPI)                                                                              | —       | Gold1    | —            | —           | 45.000   | ifpi.dk             |
| Deutschland (BVMI)                                                                           | —       | —        | Platin1      | —           | 600.000  | musikindustrie.de   |
| Frankreich (SNEP)                                                                            | —       | —        | —            | Diamant1    | 333.333  | snepmusique.com     |
| Italien (FIMI)                                                                               | —       | Gold1    | —            | —           | 50.000   | fimi.it             |
| Kanada (MC)                                                                                  | —       | —        | 2× Platin2   | —           | 160.000  | musiccanada.com     |
| Neuseeland (RMNZ)                                                                            | —       | Gold1    | 3× Platin3   | —           | 105.000  | radioscope.co.nz    |
| Österreich (IFPI)                                                                            | —       | —        | 2× Platin2   | —           | 60.000   | ifpi.at             |
| Polen (ZPAV)                                                                                 | —       | Gold1    | —            | Diamant1    | 312.500  | olis.pl             |
| Portugal (AFP)                                                                               | —       | —        | 2× Platin2   | —           | 20.000   | Einzelnachweise     |
| Schweiz (IFPI)                                                                               | —       | —        | 3× Platin3   | —           | 90.000   | hitparade.ch        |
| Spanien (Promusicae)                                                                         | —       | —        | 2× Platin2   | —           | 120.000  | elportaldemusica.es |
| Vereinigtes Königreich (BPI)                                                                 | Silber1 | —        | —            | —           | 200.000  | bpi.co.uk           |
| Insgesamt                                                                                    | Silber1 | 5× Gold5 | 24× Platin24 | 2× Diamant2 |          |                     |